# Gran Premio di Francia 1912
Il Gran Premio di Francia 1912 fu la IV edizione del Gran Premio di Francia e si svolse a Dieppe.
La gara fu disputata il 25 giugno 1912 e fu vinta da Georges Boillot.

## La gara
Furono disputati 20 giri del circuito, lungo 76,788 km, per un totale di 1.535,36 km e 14 vetture conclusero la gara.

## Classifica
| Pos. | Nº | Pilota             | Auto             | Giri | Tempo      |
| ---- | -- | ------------------ | ---------------- | ---- | ---------- |
| 1    | 22 | Georges Boillot    | Peugeot          | 20   | 13:58:02.6 |
| 2    | 23 | Louis Wagner       | Fiat S74         |      | +13:05.8   |
| 3    | 3  | Victor Rigal       | Sunbeam          |      | +40:33.4   |
| 4    | 17 | Dario Resta        | Sunbeam          |      | +41:49.2   |
| 5    | 52 | Emile Medinger     | Sunbeam          |      | +2:01:38.8 |
| 6    | 50 | Joseph Christiaens | Sunbeam          |      | +2:25:36.2 |
| 7    | 20 | René Croquet       | Th Schneider     |      | +3:33:36.6 |
| 8    | 30 | "Anford"/Pilain    | Rolland-Pilain   |      | +3:51:29.4 |
| 9    | 36 | Richard Wyse       | Arrol-Johnston   |      | +4:09:16.6 |
| 10   | 40 | Arthur Duray       | Alcyon           |      | +4:30:53.0 |
| 11   | 32 | Paul Vonlatum      | Vinot-Deguignand |      | +5:07:57.4 |
| 12   | 12 | Dragutin Esser     | Mathis           |      | +5:20:02.4 |
| 13   | 29 | Cyril de Vere      | Cote             |      | +6:59:03.4 |
| 14   | 28 | James Reid         | Arrol-Johnston   | 19   | +1 Lap     |